# Partido Conservador Cristiano
El Partido Conservador Cristiano (PCC) fue un partido político chileno de extrema derecha, de tendencia evangélica y ultraconservadora fundado en enero de 2020 y disuelto en febrero de 2022 al no alcanzar la cantidad de votos necesaria para mantener su legalidad. En noviembre de 2022 vuelve a intentar recuperar su personería legal bajo el nombre de Partido Social Cristiano.

## Historia
Los orígenes del partido se remontaron a 2001, cuando surgió el movimiento «Águilas de Jesús» en la Universidad de Concepción a fin de competir por espacios políticos en dicha casa de estudios. Héctor Muñoz, uno de sus integrantes, fue elegido concejal de la comuna de Concepción en las elecciones municipales de 2012.
El partido fue constituido el 15 de enero de 2020. Entre sus fundadores se encontraba Antaris Varela, asesora de la diputada Francesca Muñoz, y Esteban Pérez, hermano del jefe de gabinete de la Secretaría Regional Ministerial de Salud en el Biobío, Moisés Pérez; dicha situación generó roces con Renovación Nacional (RN), partido en el cual milita la diputada Muñoz y que acusó al PCC de ser una agrupación que profitaba de RN para legalizar al partido y presentar sus propios candidatos en 2021. Un grupo de 28 militantes de RN solicitó la expulsión de Francesca y Héctor Muñoz por dicha situación.
El partido manifestó su apoyo a la opción «Rechazo» en el plebiscito nacional de 2020, sobre el cambio de una nueva Constitución. El 8 de septiembre el partido solicitó su inscripción en las regiones de Ñuble, Biobío y la Araucanía, siendo inscrito legalmente el 30 de octubre del mismo año.
El 7 de enero de 2021 fue inscrito el pacto denominado «Ciudadanos Cristianos» para las elecciones de convencionales constituyentes —en conjunto con el Partido Nacional Ciudadano— e «Independientes Cristianos» para las elecciones municipales y de gobernadores regionales, conformado por el Partido Conservador Cristiano e independientes.
El 30 de marzo de 2021 el partido fue inscrito en la Región de Magallanes y de la Antártica Chilena. El 6 de agosto del mismo año el Partido Conservador Cristiano junto al Partido Republicano e independientes inscribieron ante el Servicio Electoral de Chile el pacto «Frente Social Cristiano» para las elecciones parlamentarias de noviembre de ese mismo año, donde consiguieron el primer escaño del partido en la Cámara de Diputadas y Diputados con la elección de Sara Concha; mientras que en las elecciones de consejeros regionales irán en una lista individual. Además, para las elecciones presidenciales, el PCC decidió apoyar la candidatura de José Antonio Kast, del Partido Republicano.
En febrero de 2022 el partido fue disuelto al no poder alcanzar la cantidad de votos necesaria para mantener su estatus legal.

## Directiva
La directiva central del partido estuvo integrada por:
- Presidenta: Antaris Varela
- Secretario general: Walter Jara Torres
- Vicepresidenta: María José Iturra Nilo
- Tesorero: Jorge Sepúlveda
- Relaciones Públicas: Winnie Godoy

## Resultados electorales

### Elecciones parlamentarias
|  | 0,64 % |

|  | 1,40 % |

### Elecciones municipales
|  | 0,01 % |

|  | 0,07 % |

### Elecciones de consejeros regionales
| Elección | Votos  | % de votos      | Escaños |
| -------- | ------ | --------------- | ------- |
| 2021     | 21 338 | \| \| 0,35 % \| | 0/302   |
|          | 0,35 % |                 |         |

### Elecciones de convencionales constituyentes
| Elección | Votos  | % de votos      | Escaños |
| -------- | ------ | --------------- | ------- |
| 2021     | 27 305 | \| \| 0,48 % \| | 0/155   |
|          | 0,48 % |                 |         |